# Saint-Juire-Champgillon
Saint-Juire-Champgillon és un municipi francès situat al departament de Vendée i a la regió de País del Loira. L'any 2007 tenia 454 habitants.

## Demografia

### Població
El 2007 la població de fet de Saint-Juire-Champgillon era de 454 persones. Hi havia 184 famílies de les quals 68 eren unipersonals (44 homes vivint sols i 24 dones vivint soles), 60 parelles sense fills i 56 parelles amb fills.
La població ha evolucionat segons el següent gràfic:
Habitants censats

### Habitatges
El 2007 hi havia 258 habitatges, 193 eren l'habitatge principal de la família, 48 eren segones residències i 17 estaven desocupats. 257 eren cases i 1 era un apartament. Dels 193 habitatges principals, 157 estaven ocupats pels seus propietaris, 30 estaven llogats i ocupats pels llogaters i 6 estaven cedits a títol gratuït; 4 tenien una cambra, 16 en tenien dues, 36 en tenien tres, 51 en tenien quatre i 87 en tenien cinc o més. 164 habitatges disposaven pel capbaix d'una plaça de pàrquing. A 86 habitatges hi havia un automòbil i a 75 n'hi havia dos o més.

### Piràmide de població
La piràmide de població per edats i sexe el 2009 era:
| Homes | Edats   | Dones |
| ----- | ------- | ----- |
| 0     | 95 o +  | 0     |
| 0     | 90 a 94 | 0     |
| 0     | 85 a 89 | 4     |
| 4     | 80 a 84 | 0     |
| 4     | 75 a 79 | 4     |
| 16    | 70 a 74 | 16    |
| 36    | 65 a 69 | 24    |
| 12    | 60 a 64 | 24    |
| 0     | 55 a 59 | 12    |
| 4     | 50 a 54 | 4     |
| 16    | 45 a 49 | 4     |
| 20    | 40 a 44 | 8     |
| 20    | 35 a 39 | 28    |
| 20    | 30 a 34 | 8     |
| 8     | 25 a 29 | 8     |
| 20    | 20 a 24 | 4     |
| 8     | 15 a 19 | 12    |
| 32    | 10 a 14 | 20    |
| 16    | 5 a 9   | 8     |
| 12    | 0 a 4   | 4     |

## Economia
El 2007 la població en edat de treballar era de 270 persones, 196 eren actives i 74 eren inactives. De les 196 persones actives 170 estaven ocupades (95 homes i 75 dones) i 26 estaven aturades (14 homes i 12 dones). De les 74 persones inactives 23 estaven jubilades, 27 estaven estudiant i 24 estaven classificades com a «altres inactius».

### Ingressos
El 2009 a Saint-Juire-Champgillon hi havia 189 unitats fiscals que integraven 443 persones, la mediana anual d'ingressos fiscals per persona era de 14.965 €.

### Activitats econòmiques
Dels 11 establiments que hi havia el 2007, 1 era d'una empresa alimentària, 1 d'una empresa de fabricació de material elèctric, 2 d'empreses de construcció, 2 d'empreses de comerç i reparació d'automòbils, 2 d'empreses de transport, 1 d'una empresa d'hostatgeria i restauració, 1 d'una empresa de serveis i 1 d'una empresa classificada com a «altres activitats de serveis».
Dels 5 establiments de servei als particulars que hi havia el 2009, 1 era una fusteria, 1 lampisteria, 1 electricista, 1 perruqueria i 1 restaurant.
L'únic establiment comercial que hi havia el 2009 era una fleca.
L'any 2000 a Saint-Juire-Champgillon hi havia 25 explotacions agrícoles que ocupaven un total de 1.173 hectàrees.

## Equipaments sanitaris i escolars
El 2009 hi havia una escola maternal integrada dins d'un grup escolar amb les comunes properes formant una escola dispersa.

## Poblacions més properes
El següent diagrama mostra les poblacions més properes.